# Mistrzostwa Polski w Biathlonie 1987
21. Mistrzostwa Polski w biathlonie odbyły się w 1987 w Wiśle jako Międzynarodowe Mistrzostwa Polski. Rozegrano trzy konkurencje, bieg indywidualny mężczyzn na dystansie 20 kilometrów, bieg sprinterski na dystansie 10 kilometrów i sztafetę 4 x 7,5 km. 

## Terminarz i medaliści
| Data | Konkurencja                | Złoto                                                                  | Srebro                                                                            | Brąz                                                                               |
| 1987 | Bieg indywidualny mężczyzn | Imre Lestyan Rumunia                                                   | Miroslav Petrásek Czechosłowacja                                                  | Kazimierz Urbaniak Górnik Wałbrzych                                                |
| 1987 | Bieg sprinterski mężczyzn  | Kazimierz Urbaniak Górnik Wałbrzych                                    | Jan Wojtas Górnik Wałbrzych                                                       | Jerzy Szyda Górnik Wałbrzych                                                       |
| 1987 | Bieg sztafetowy mężczyzn   | Górnik Wałbrzych Kazimierz Urbaniak Jerzy Szyda Piotr Pluta Jan Wojtas | Górnik Wałbrzych Józef Dąbrowski Leszek Paluch Zbigniew Szlufcik Mieczysław Wujda | WKS Legia Zakopane Tadeusz Nędza Kubiniec Władysław Chyc Mulik J. Zięba Adam Kania |